# Portland Press Herald
O Portland Press Herald / Maine Sunday Telegram é um jornal diário matinal focado sobretudo no estado do Maine, se concentrando na grande área metropolitana ao redor de Portland, Maine, nos Estados Unidos .
Fundado em 1862, as raízes do jornal se estendem aos primeiros jornais do Maine, o Falmouth Gazette & Weekly Advertiser, iniciado em 1785, e o Eastern Argus, publicado pela primeira vez em Portland em 1803. Durante a maior parte do século 20, foi a pedra angular da Guy Gannett Communications, antes de ser vendido para o The Seattle Times Company em 1998.

## Prêmios
Em 2006, o jornal recebeu o prêmio Missouri Lifestyle Journalism Award por Excelência Geral, Classe III.
Em 2012, o repórter Colin Woodard do Maine Sunday Telegram recebeu o prêmio George Polk na categoria "Education Reporting" por detalhar como as empresas de educação online conduziram o desenvolvimento das políticas de educação digital do Maine. " 
Em 2016, Colin Woodard, jornalista do Portland Press Herald / Maine Sunday Telegram foi finalista do Prêmio Pulitzer de Relato Explicativo de 2016 por seu "relato convincente de mudanças ecológicas dramáticas que ocorrem na região do oceano em aquecimento de Nova Scotia a Cape Cod ." 
Em 2016, Whit Richardson e Steve Mistler, repórteres do jornal, receberam o Prêmio Gerald Loeb por sua série de 2015 "Payday at the Mill" na categoria "Local". A série detalhou a falta de responsabilidade no programa Maine New Markets Capital Investment, um programa estadual de incentivos fiscais.